# 하타나카 신노스케
하타나카 신노스케(일본어: 畠中 槙之輔, 1995년 8월 25일~)는 일본의 축구 선수이다.

## 구단 경력
그는 2014년부터 J리그의 도쿄 베르디, FC 마치다 젤비아, 요코하마 F. 마리노스에서 뛰었다.

## 국가대표팀 경력
그는 2019년 3월 26일 볼리비아과의 경기에서 일본 국가대표팀에 데뷔했다. 2019년 EAFF E-1 풋볼 챔피언십 준우승, 2022년 EAFF E-1 풋볼 챔피언십 우승. 그는 2022년까지 국제 A매치 통산 10경기에 출전했다.

## 통계
| 일본 | 일본 | 일본 |
| 연도 | 출전 | 득점 |
| ---- | ---- | ---- |
| 2019 | 7    | 0    |
| 2020 | 0    | 0    |
| 2021 | 1    | 0    |
| 2022 | 2    | 0    |
| 통산 | 10   | 0    |